# New York Produce Exchange
Le New York Produce Exchange était un marché à terme agricole de New York. Fondé en 1861, il avait dans les années 1880 plus de membres qu'aucune autre une bourse à terme des États-Unis. Son siège, le Bowling Green a été le premier bâtiment au monde à combiner le fer forgé et la maçonnerie dans sa structure de construction. Il a été démoli en 1957.

## L'histoire

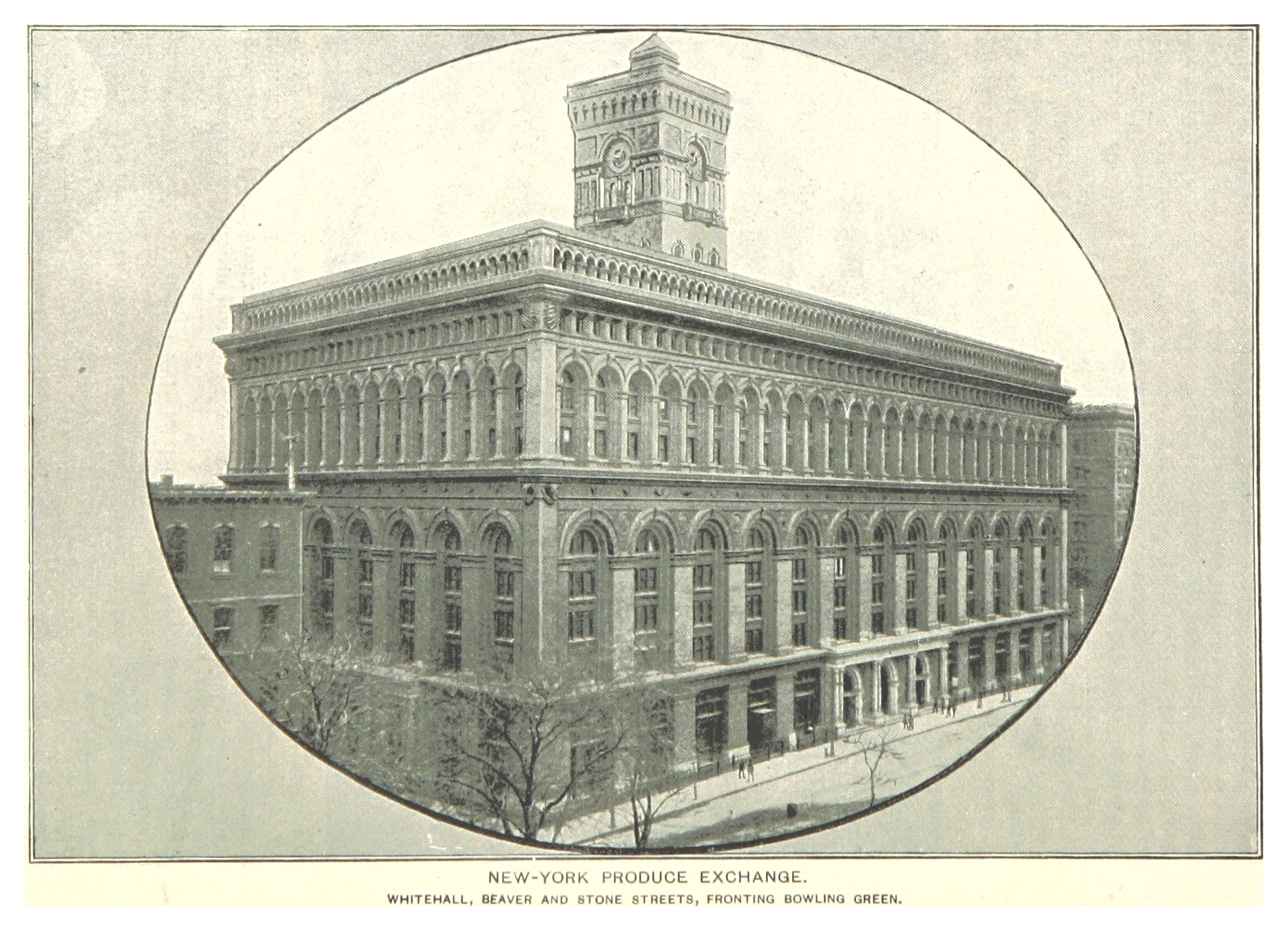
Le New York Produce Exchange en 1893

En 1881, le New York Produce Exchange a commencé la construction d'une structure que le New York Times a appelé plus tard « la plus impressionnant structure immobilière de marché à terme jamais vue dans le quartier de Manhattan. »
L'appel d'offres pour le projet a été gagné par George Browne Post, selon le New York Times. Il a fait plus de 4 000 dessins préparatoires à la construction du New York Produce Exchange, à qui il a donné un parquet de 60 pieds de haut, sur une largeur et une longueur de 144-par-220-pieds, avec au centre une tour s'élevant à 224 pieds." La construction a été achevée en 1884.
En 1886, la négociation des produits agricoles dans le bâtiment a été décrit comme faite de « hurlements diaboliques » par le Harper's New monthly Magazine. Le bâtiment à ce moment-là avait des  salons, un restaurant, des salles de réunion, des bureaux qui pourrait être loué, et une bibliothèque. Dans les années 1880, l'adhésion coûtait de près de 2500 dollars par an. En 1900, les échanges représentaient une moyenne de 15 millions de dollars par jour.
Le 21 juin 1920, il a été fusionné avec une banque, la "Mechanics and Metals National Bank", qui avait des succursales dans Manhattan et un bureau principal à 20 Nassau Street. Les bénéfices de la nouvelle banque ont approché 25 millions de dollars et ses dépôts 200 millions de dollars.
L'adhésion a chuté à 500 membres dans les années 1950. En 1953, le New York Produce Exchange a été déplacé vers un nouvel immeuble de bureaux conçu par William Lescaze. Le bâtiment a été démoli en 1957 et remplacé par un immeuble de 32 étages construit en 1958-1959, nommé 2 Broadway.

## Galerie

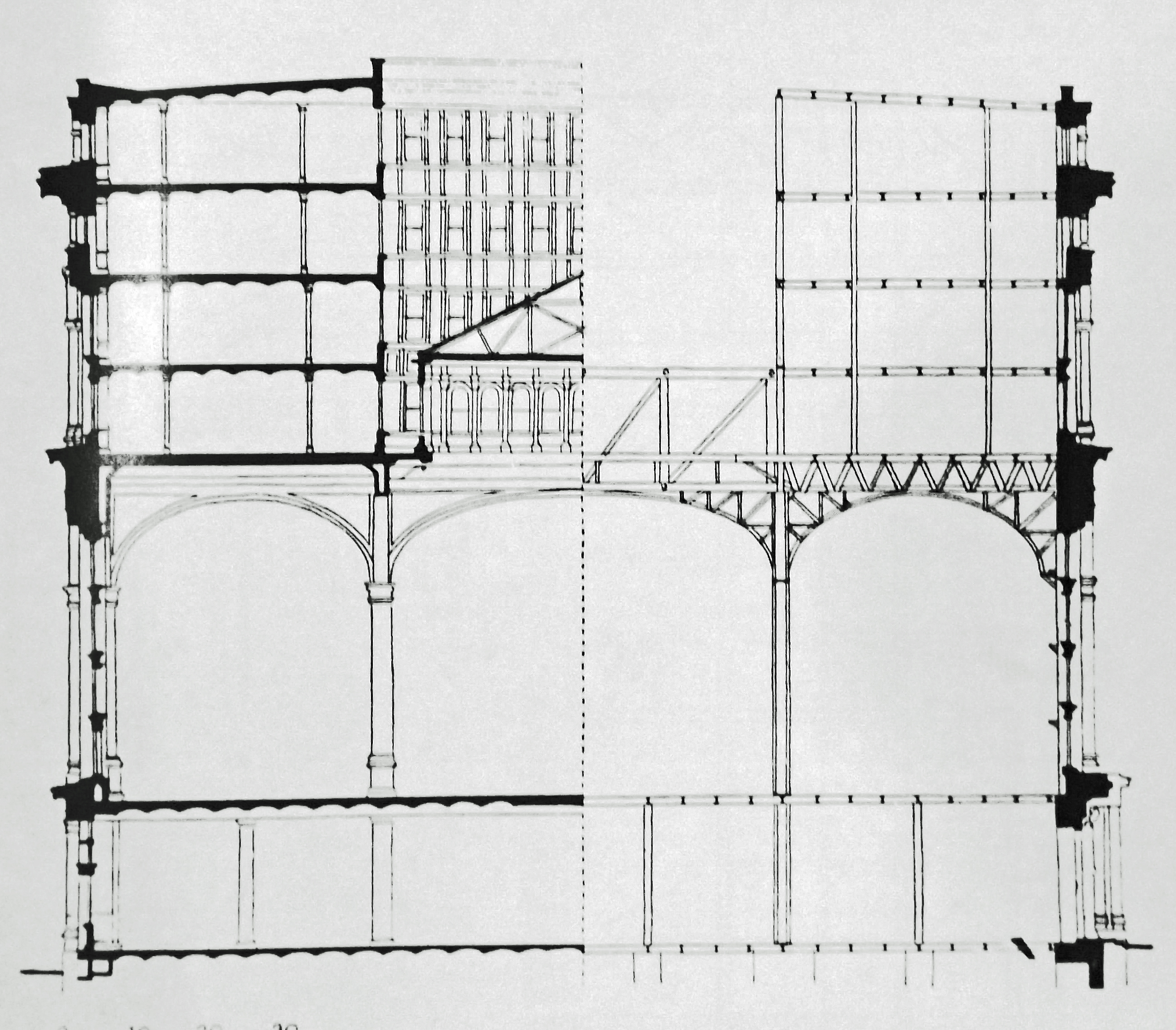
Conception de la structure du New York Produce Exchange.
Intérieur en 1880
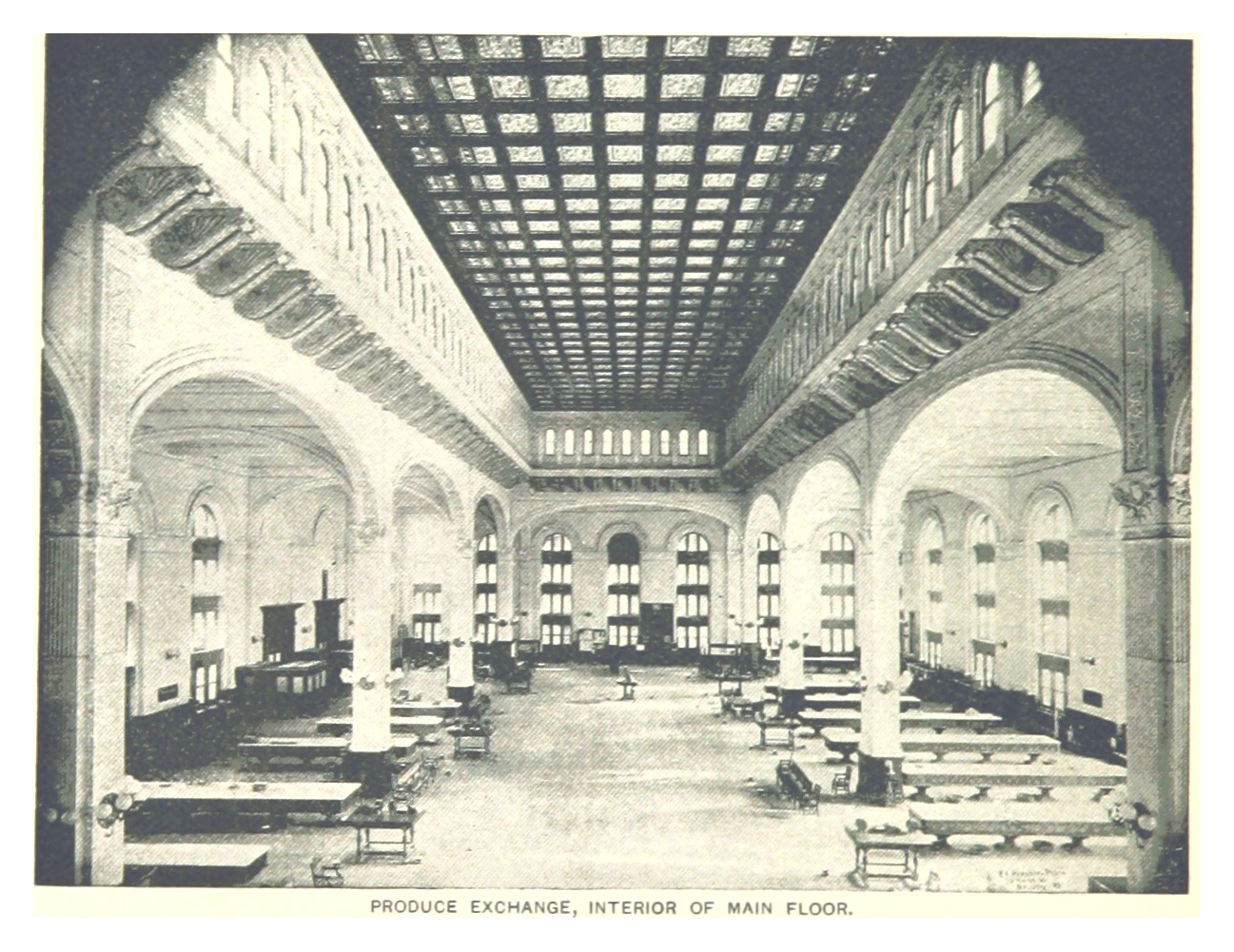
L'intérieur du rez-de-chaussée, publié en 1893
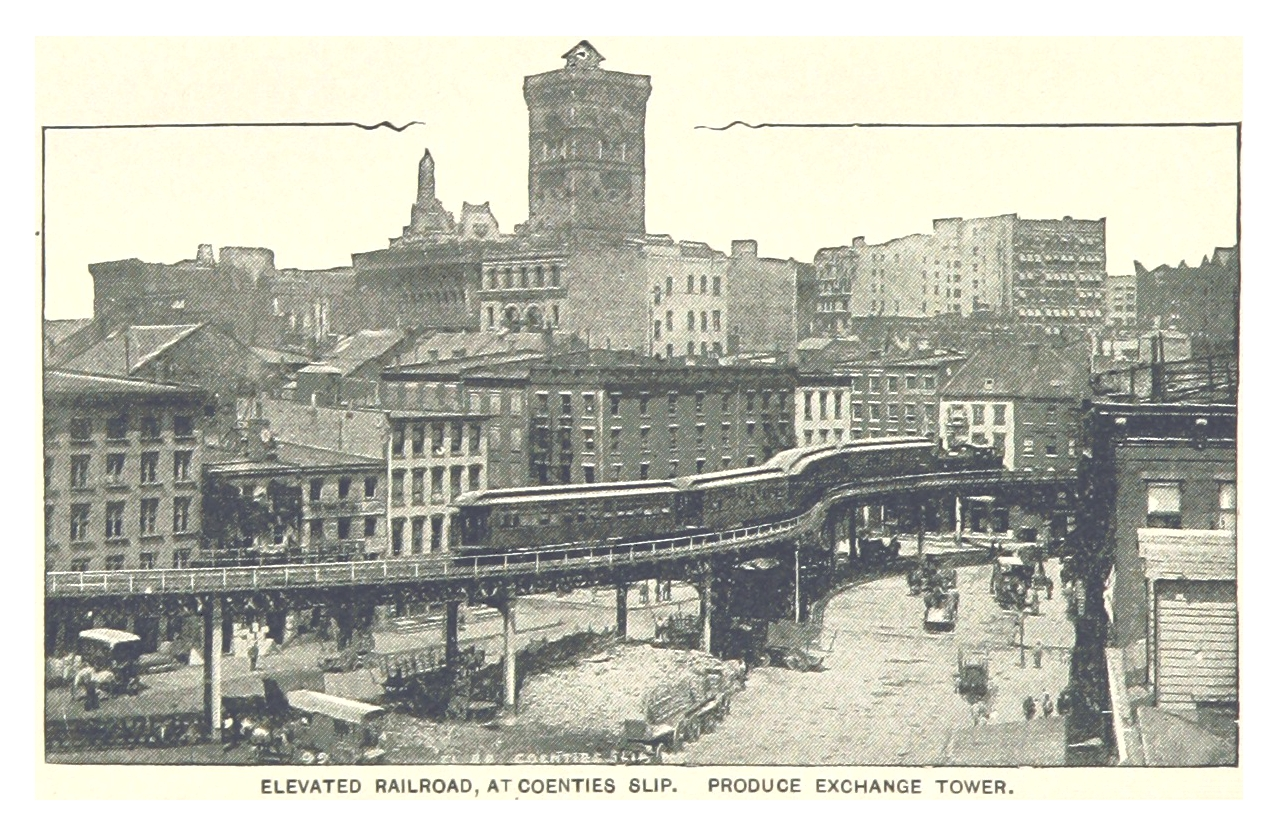
Vue de la tour du bâtiment à partir de la proximité d'une voie ferrée
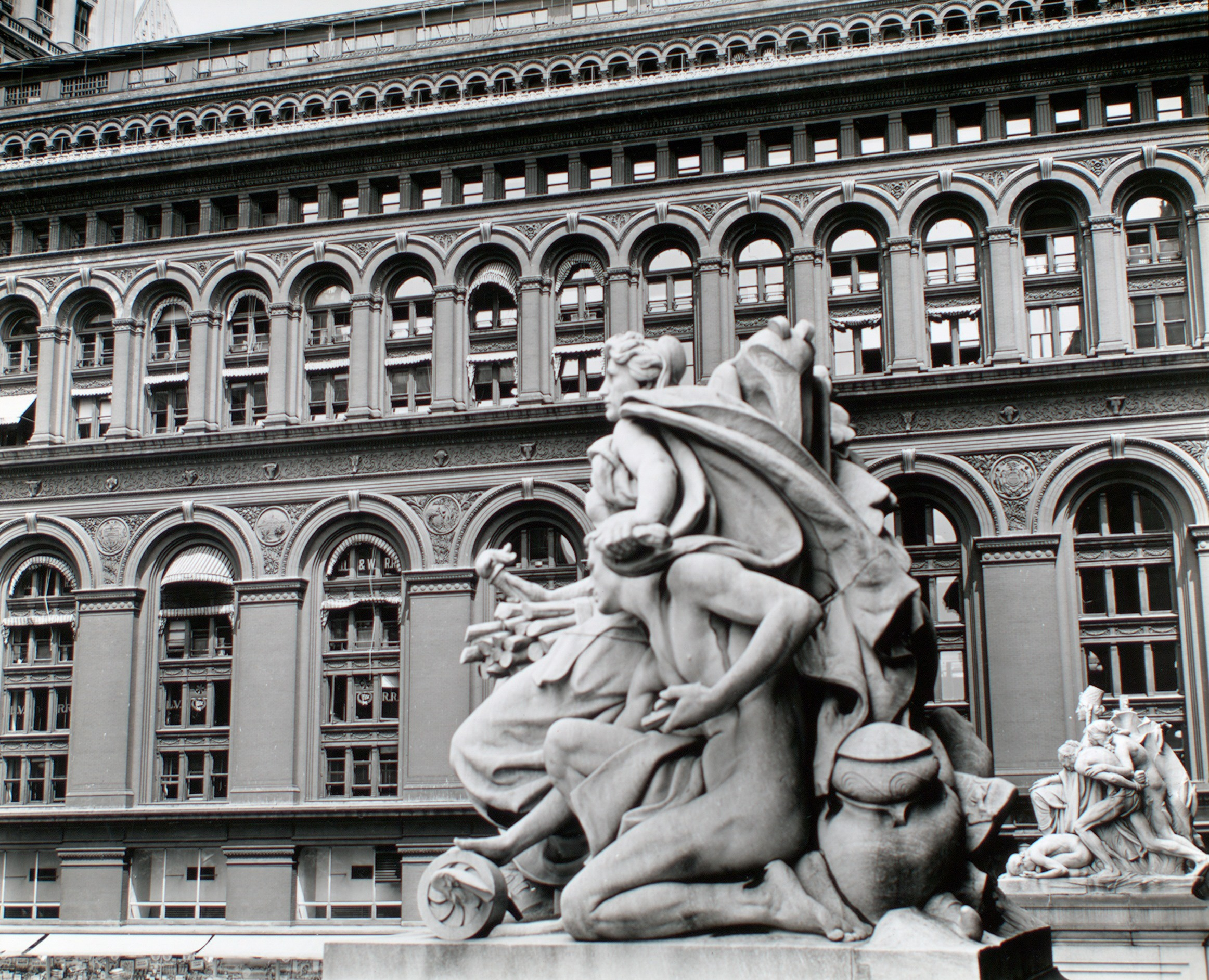
Custom House statue en arrière de New York Produce Exchange de l'Édifice de la Bourse, le 23 juillet 1936
Vue de l'intérieur